# Верблюдка тонкоусая
Верблюдка тонкоусая, или вислокрылка змеевидная (лат. Raphidia ophiopsis) — вид насекомых из отряда верблюдок (Raphidioptera).

## Описание
Верблюдка тонкоусая имеет удлинённое, тонкое тело, с овальною головою, на которой расположены овальные, выдающиеся фасеточные глаза и три простых глазка, расположенные треугольником на темени. Длина тела 9—11 мм, чёрного цвета с буро-жёлтыми ногами. Сяжки нитевидные, довольно короткие. Переднегрудь очень длинная, уже головы, имеет вид длинной шеи. Крылья почти прозрачные, ноги длинные, стройные. Брюшко удлинённое. На конце его у самок находится длинный яйцеклад, а у самцов два очень сильных роговых крючка, которыми они удерживают самку во время совокупления. 
Вид встречаются повсюду: на равнинах и на горах, в садах, на лугах и даже в деревнях и городах. Довольно обыкновенен в мае и апреле в Северной и Центральной Европе.
Вид занесён в Красную книгу Республики Мордовия, Республики Коми, ранее — Владимирской и Смоленской областей.